# Monden van de Rijn
Het departement Monden van de Rijn (Frans: Département des Bouches-du-Rhin) was een Frans departement in de Nederlanden ten tijde van het Eerste Franse Keizerrijk. 

## Instelling
Het departement werd gevormd op 24 april 1810, enkele maanden voordat het overige deel van het Koninkrijk Holland geannexeerd werd. Het grondgebied werd samengesteld uit het deel van het "Hollandse" departement Brabant ten oosten van de Donge en het deel van het "Hollandse" departement Gelderland ten zuiden van de Waal; deze gebieden waren op 16 maart 1810 door Frankrijk losgemaakt uit het koninkrijk Holland en geannexeerd.
Omdat Frankrijk de staatsgrens had bepaald te lopen langs de Waal werd ook een gedeelte van het departement Maasland overgedragen: (het Land van Heusden, de benedendorpen van het Land van Altena en de plaatsen Werkendam, Dussen, Drongelen, Gansoijen en Hagoort).

## Bestuurlijke indeling
De hoofdstad was 's-Hertogenbosch. Het departement was ingedeeld in de volgende arrondissementen en kantons:
's-Hertogenboschkantons: Bommel, Boxmeer, Boxtel, 's-Hertogenbosch, Heusden, Oss, Tilburg en Waalwijk.
Eindhovenkantons: Asten, Eindhoven, Gemert, Helmond, Hilvarenbeek, Oirschot en Sint-Oedenrode.
Nijmegenkantons: Boxmeer, Druten, Grave, Nijmegen, Ravenstein en Wijchen.
Op 15 december 1813 werd het arrondissement Breda van het departement Twee Neten toegevoegd aan het departement Monden van de Rijn.
Op 26 februari 1814 werden het arrondissement Nijmegen en het kanton Zaltbommel toegevoegd aan het departement Boven-IJssel.

## Prefect
1810-1814: Nicolas Frémin de Beaumont

## Overig
Het departement Monden van de Rijn had in 1811 de departementale postcode 126.
Bij de volkstelling (census) van 1812 had het departement Monden van de Rijn 257.573 inwoners

## Opheffing
Na de nederlaag van Napoleon in 1814 werd het departement krachtens de grondwet van 29 maart 1814 omgezet in een gedeelte van de provincies Noord-Brabant en Gelderland van het Soeverein Vorstendom der Verenigde Nederlanden.
Het gebied gelegen tussen de Waal en de Maas werd op 9 juli 1819 formeel aan Gelderland toegevoegd.
Bouches-de-l'Escaut (1810) · Bouches-de-la-Meuse · Bouches-du-Rhin (1810) · Bouches-de-l'Yssel · Deux-Nèthes (1795) · Ems-Occidental · Frise · Meuse-Inférieure (1795) · Roër (1798) · Yssel-Supérieur · Zuyderzée